# جف کوپر
جف کوپر (انگلیسی: John Dean "Jeff" Cooper؛ ۱۰ مهٔ ۱۹۲۰ – ۲۵ سپتامبر ۲۰۰۶) یک افسر (ارتش)، پدیدآور، روزنامه‌نگار، و تیرانداز اهل ایالات متحده آمریکا بود.